# تيرينس جيمس إلكنز
تيرينس جيمس إلكنز (بالإنجليزية: Terence James Elkins)‏ هو مستكشف وفيزيائي أسترالي، ولد في 8 مارس 1936 في ملبورن في أستراليا.